# Kyanomanganitany
Kyanomanganitany jsou známé pouze v podobě hexakyanomanganitanů, což jsou komplexní sloučeniny manganu v oxidačním stavu Mn3+, které tvoří anion [Mn(CN)6]3−.

## Fyzikálně-chemické vlastnosti

Oktaedr

Kyanomanganitany se řadí k nejstálejším komplexům manganu. Snadno se připravují a jsou velmi stabilní na vzduchu. Hexakyanomanganitový komplex má v roztoku tmavě červenou barvu.
Hexakyanomanganitanový komplex je sice velmi stabilní, ale přesto podléhá jediné reakci, a to s železnatým iontem, kdy dochází k podvojné záměně iontů manganitého za železnatý, protože hexakyanoželeznatý komplex je stabilnější.
Komplexy s anionem [Mn(CN)6]3− krystalují v oktaedrické soustavě a uspořádání elektronů centrálního atomu – manganu – je díky kyanidový anionům nízkospinové.

## Příprava
Kyanid manganitý, od kterého se komplexy odvozují, nebyl doposud připraven, ale velmi snadno se získávají jeho komplexní sloučeniny M3I[Mn(CN)6], které jsou izomorfní s hexakyanoželezitany.
Tyto sloučeniny se připravují oxidací hexakyanomanganatanů s anionem [Mn(CN)6]4− (například vzdušným kyslíkem) nebo o něco jednodušší reakcí octanu manganitého s kyanidovými aniony.
4 [Mn(CN)6]4− + O2 → 4 [Mn(CN)6]3− + 2 O2−
Mn(C2H3O2)3 + 6 CN− → 3 C2H3O2− + [Mn(CN)6]3−

## Sloučeniny

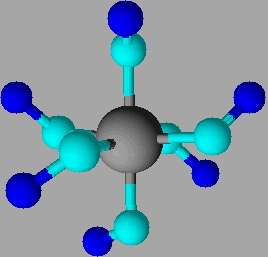
Hexakyanomanganitanový anion

Hexakyanomanganitany jsou sice neobyčejně stálé, ale nemají téměř žádný praktický význam, proto se s nimi běžný člověk nesetká.
Rozpustné sloučeniny hexakyanomanganitanů jsou ve vodě velmi dobře rozpustné a mají tmavočervenou barvu. Sloučeniny s těžkými kovy jsou nerozpustné. Jen při reakci roztoku hexakyanomanganičitanu s roztokem železné soli dochází k podvojné záměně železnatého za manganitý kation a vzniká komplex hexakyanoželeznatanový.